# Berliner HC
Der Berliner Hockey-Club e. V. ist ein deutscher Hockey-, Tennis- und (seit 2007) Lacrosse-Sportverein aus Berlin-Zehlendorf. Der Club zählt zu den erfolgreichsten Hockeyclubs in Deutschland.
Aushängeschild des BHC, der diverse Hockeynationalspieler hervorgebracht hat, sind die beiden Hockey-Bundesligamannschaften im Damen- sowie Herrenbereich.

## Geschichte

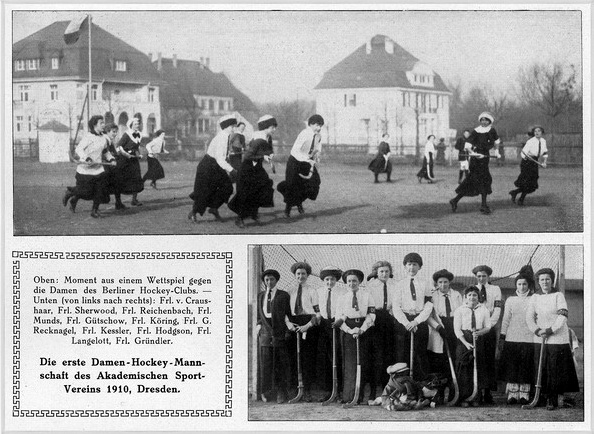
Die Damenmannschaft des Berliner HC gegen den Akademischen SV Dresden (1910er Jahre)

Der Berliner Hockey-Club wurde am 5. November 1905 in einem Restaurant an der Kurfürstenstraße gegründet. Im Jahre 1912 konnte ein eigenes Clubgelände am Hüttenweg gepachtet werden. Es entstanden elf Tennisplätze, ein Hockey-Stadion und weitere Hockeyplätze, damals noch vor den Toren Berlins gelegen. Diese Anlage wurde 1945 von den Alliierten beschlagnahmt. Im Zuge des alliierten Lizenzierungsverfahrens für Sportvereine fusionierte der BHC im Jahre 1946 mit den Zehlendorfer Wespen, bis 1951 die Gemeinschaft wieder aufgelöst wurde. 1955 wurde der Club endgültig an der Wilskistraße ansässig und konnte zum 50-jährigen Jubiläum auch ein neues Clubhaus im heutigen reetgedeckten Umkleidetrakt einweihen.
1967 entstand dann das heutige Clubheim, das Anfang der 1990er Jahre nochmals aufgestockt und von 2007 bis 2008 totalsaniert wurde. Ebenfalls zu Beginn der 1990er Jahre entstand die Zwei-Feld-Tennishalle. Zusammen mit der bereits 1969 erstmals aufgestellten und 1987 erneuerten Ein-Feld-Halle verfügt der BHC seitdem während der Winterzeit über drei Tennisplätze unter Traglufthallenkonstruktionen. Seit der Wintersaison 2016/17 wird beim BHC in einer neuen Drei-Feld Traglufthalle gespielt.
Am 2. April 2010 wurde ein neues Hockeystadion mit einer überdachten Tribünenanlage und einer Gesamtkapazität von bis zu 1500 Besucher auf der Sportanlage des Ernst-Reuter-Stadions offiziell eröffnet. Rundum die Eröffnung fand ein Vier-Nationen-Turnier der Junioren sowie der Europacup der Damen mit zwölf teilnehmenden Vereinen aus Europa statt.
In der Saison 2011/12 der Feldhockey-Bundesliga gelang es den BHC-Herren erstmals nach 47 Jahren einen Titel zu gewinnen, nachdem man zu Hause Rot-Weiss Köln 2:1 bezwang.
Geleitet wird der Berliner HC seit dem 27. März 2019 vom Präsidenten Dirk Gaßmann, Vize-Präsidenten Ewald Münch und dem Schatzmeister Alexander Martin. Präsident Dirk Gassmann ist hauptberuflich Personalleiter im Bundestag. Seine aktive Hockeyzeit verbrachte er als Trainer der 2. Damen-Mannschaften und der weiblichen Jugend A des Vereins.

## Hockey

### Herren
| Jahr | Wettbewerb         | Niveau | Platz | Ort       |
| 2013 | Euro Hockey League | 1      | VF    | Amsterdam |

Die Herren spielen langjährig in der Halle in der Bundesliga, auf dem Feld stieg die Mannschaft nach 21 Jahren in der Saison 2024/25 in die 2. Bundesliga ab.
- Deutscher Feldhockeymeister: 1941, 1942, 1961, 1962, 1963, 1965, 2012
- Deutscher Hallenhockeymeister: 1962, 1963, 1965, 1970, 1975

### Damen
Die Damen spielen sowohl auf dem Feld als auch in der Halle in der Bundesliga.
- Deutscher Feldhockeymeister: 1994, 1996, 1999, 2000, 2005, 2006, 2008, 2010, 2013
- Deutscher Feldhockey-Pokalsieger: 1995, 1996, 1997, 1998
- EuroHockey Club Champions Cup (Feld): 1997
- EuroHockey Cup Winners Cup (Feld): 2008
- Deutscher Hallenhockeymeister: 1992, 1995, 1996, 2000, 2011, 2013
- EuroHockey Club Champions Cup (Halle): 1993, 2012, 2014[4][5][6][7]

### Jugend

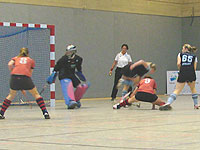
Weibliche Jugend A bei der DM 2009 gegen Klipper THC Hamburg

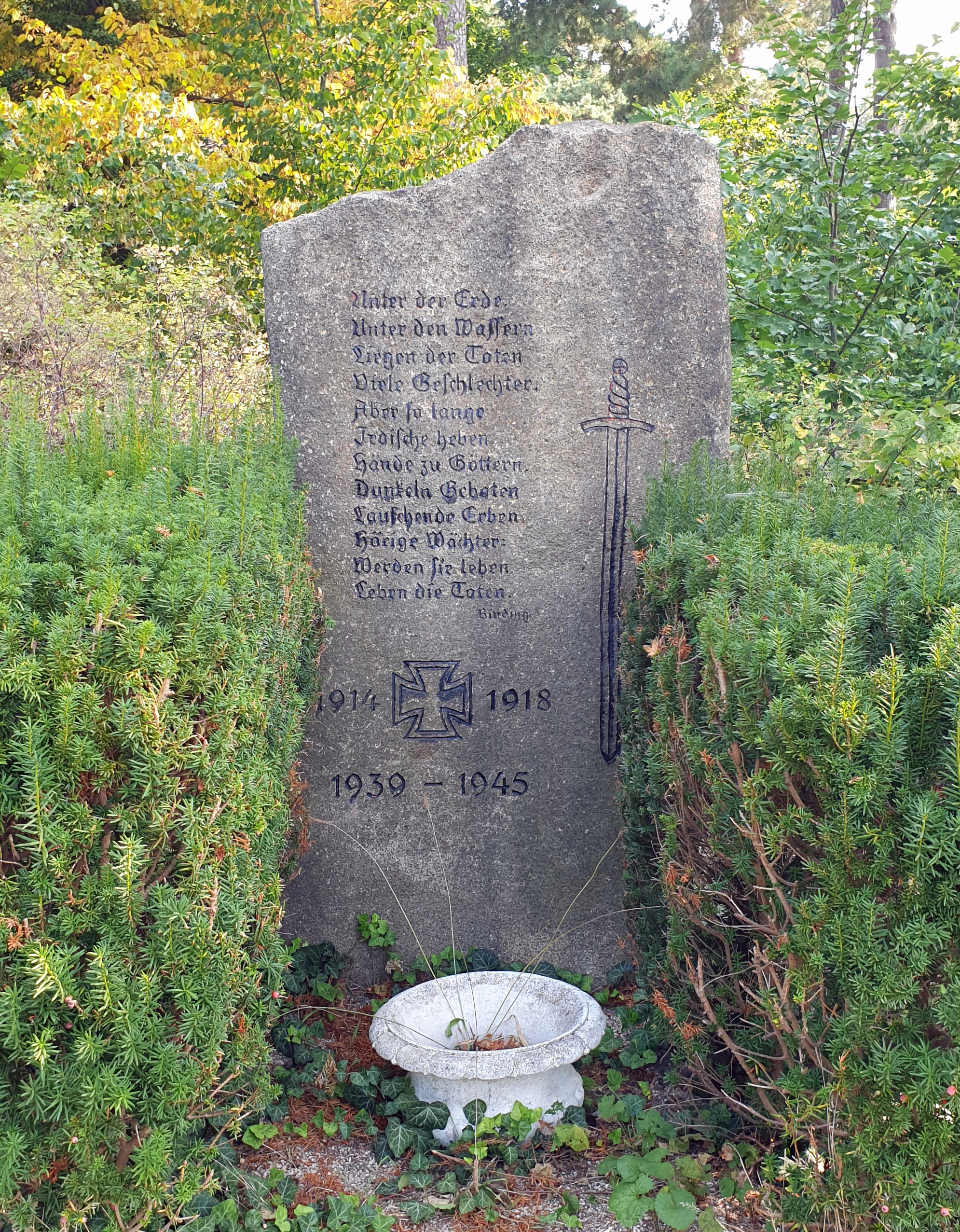
Gedenkstein für die gefallenen Vereinsmitglieder in Berlin-Zehlendorf

Die Jugendabteilung errang 50 Deutsche Meistertitel.
- Männliche Jugend A: 1974, 1975, 1998, 1999 (Feld); 1975, 1995, 1997, 1999, 2002[8], 2007, 2012 (Halle)
- Männliche Jugend B: 1992, 1996, 2009, 2015 (Feld); 1972, 1997, 2003, 2005, 2010 (Halle)
- Knaben A: 1994, 2010 (Feld); 1971, 1995, 1996, 2014[9] (Halle)
- Weibliche Jugend A: 1992, 1993, 2001, 2002, 2012 (Feld); 1993, 2002, 2003, 2010, 2013 (Halle)
- Weibliche Jugend B: 2000, 2006 (Feld); 2002, 2008 (Halle)
- Mädchen A: 1991, 1998, 1999, 2005, 2017 (Feld); 1991, 1992, 1999, 2006, 2018 (Halle)

### Bekannte Hockeyspieler
- Natascha Keller: Olympia Gold 2004, Europameister 2008, Weltmeister 2011
- Louisa Keller: Weltmeister 2003, Olympia Gold 2004
- Badri Latif: Weltmeister 2003, Olympia Gold 2004
- Lena Jacobi: Europameister 2013
- Barbara Vogel: Weltmeister 2011, Europameister 2013
- Erwin Keller: Olympia Silber 1936
- Carsten Keller: Olympia Gold 1972
- Andreas Keller: Olympia Gold 1992
- Tibor Weißenborn: Olympia Gold 2008, Weltmeister 2002, Weltmeister 2006, Europameister 1999, Europameister 2003, Hallenhockey-Weltmeister 2003
- Ulrich Bubolz: Weltmeister 2006, Hallenhockey-Weltmeister 2007
- Pilt Arnold: Europameister 2011, Hallenhockey-Weltmeister 2011, Europameister 2013
- Martin Zwicker: Europameister 2013, Bronzemedaille Olympia 2016
- Martin Häner: Olympia Gold 2012, Europameister 2013, Bronzemedaille Olympia 2016

## Lacrosse
Die Lacrosse-Mannschaft wurde 1996 durch Ingo Heß und weitere Lacrosse-Spieler als Abteilung im Verein für Körperkultur 1901 e. V. in Berlin gegründet und zählt damit zu einer der am längsten bestehenden Mannschaften Deutschlands.
Ende 2006 trennte sich die Mannschaft vom bisherigen Trägerverein und schloss sich ab Januar 2007 dem Berliner Hockey-Club an. Durch die Neustrukturierung und Erweiterung der Lacrosse-Abteilung richtet der Verein die ersten Herren klar auf den Leistungssport aus, während die zweiten Herren sich auf Einsteiger und Freizeitsportler konzentrieren.

### Herren
Die Herren spielen in der 1. Bundesliga Nord/Ost.
- Deutscher Lacrosse-Meister: 2014

### Jugend
Die Jugendabteilung errang 7 deutsche Meistertitel.
- Junioren U16: 2011, 2012, 2013, 2017, 2019, 2023, 2024
- Junioren U19: keine Titel
- Juniorinnen U16: 2022, 2023, 2024

## Eishockey
Der Berliner HC gehörte zu den Pionieren des Eishockey in Berlin und damit in Deutschland. Neben dem damals üblichen Eishockey mit dem Ball (Bandy) nahm man auch das Spiel mit der Scheibe (kanadisches Eishockey) auf. Im November 1908 nahm die Mannschaft am ersten internationalen Turnier in Deutschland teil. Im Halbfinale unterlag man dem Princes Ice Hockey Club mit 1:3. Im Turnier 1909 erreichte man nach einem 11:0-Sieg gegen den SC Charlottenburg ebenfalls das Halbfinale und unterlag dem Brussels Ice Hockey Club mit 1:3. Auch an den ersten Berliner Meisterschaft 1909/10 und 1910/11 nahm der BHC teil. Später konzentrierte man sich wieder auf das Eishockeyspiel mit dem Ball.
Anfang der 1930er nahm der Berliner HC wieder an der Berliner Meisterschaft teil. 1933 stieg der BHC in die höchste Berlin-Liga auf und gehörte dieser bis 1935 an. Die Mannschaft nahm an den deutschen Meisterschaften 1934 und 1935 teil, schied jedoch jeweils in den Ausscheidungsspielen aus.
Nach dem Zweiten Weltkrieg nahm eine Eishockeymannschaft des fusionierten BHC Wespen an den Berliner Meisterschaften teil.